# Rikishi

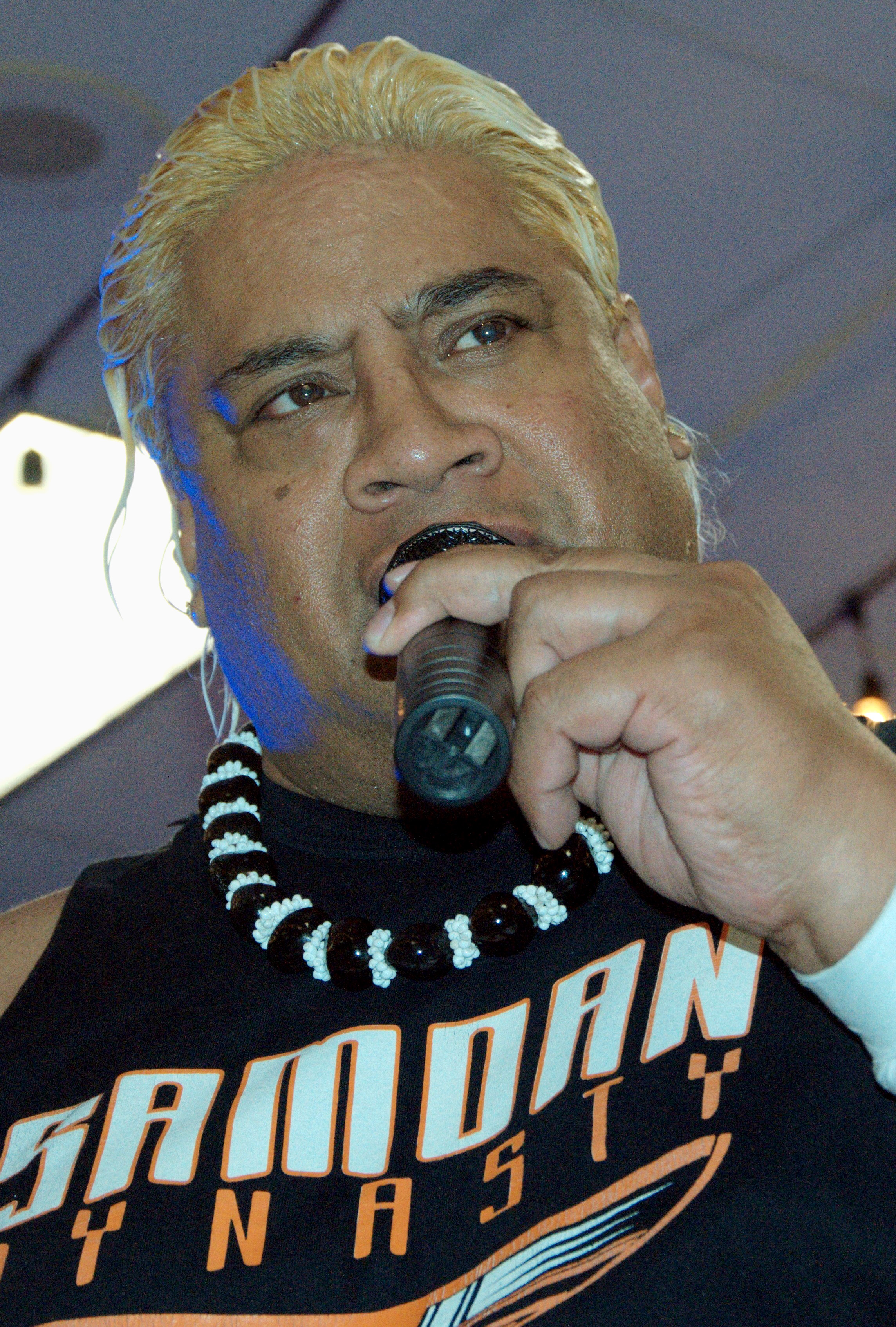
Rikishi no River City Wrestling em março de 2017

Solofa Fatu, Jr. (San Francisco, 11 de Outubro de 1965), é um lutador profissional norte-americano que trabalhou para a WWE entre 1992 e 2004. Fatu é melhor conhecido pelo seu ring name Rikishi, apesar de nos últimos tempos, por motivos legais, ter usado o ring name Kishi.
A sua última aparição ocorreu em 2007, pela Total Nonstop Action Wrestling. Desde então, não se viu mais Rikishi. Ele é irmão do falecido Umaga e pertence a bem sucedida família no wrestling Anoa'i. Em 2009 ele foi introduzido na seção alumni do wwe.com. No RAW 999 Rikishi retornou numa luta contra Heath Slater onde Rikishi saiu vitorioso, após a vitória Rikishi comemorou dançando como antigamente.

## Família
Filho de I'aulualo Folau Solofa Fatu Sr. e Elevera Anoa'i Fatu, Solofa é um membro da Família Anoa'i,[carece de fontes?] uma família de lutadores professionais originários da Samoa Americana. Tem um irmão gêmeo, Sam Fatu, e um irmão mais novo já falecido, Edward Smith Fatu, que usava o ring name Umaga.
Tem filhos gêmeos atuando no Wrestling, Jimmy e Jey Uso, ex-campeões de duplas da WWE, além de Solo Sikoa.

## Títulos
- Power Pro Wrestling (Memphis)
  - PPW Heavyweight Championship (1 vez)
- Universal Wrestling Association
  - UWA World Trios Championship (1 vez)
- World Class Wrestling Association
  - WCWA Texas Tag Team Championship (1 vez) - com Samu
  - WCWA World Tag Team Championship (3 vez) - com Samu
- World Wrestling Council
  - WWC Caribbean Tag Team Championship (1 vez) – com Samu
- World Wrestling Federation/Entertainment
  - WWE Tag Team Championship (1 vez) - com Scotty 2 Hotty
  - WWE Intercontinental Championship (1 vez)
  - World Tag Team Championship (2 vezes) - com Samu e Rico
  - WWE Hall of Fame (classe de 2015)
- Pro Wrestling Illustrated
  - PWI o colocou em #347 dos 500 melhores lutadores de 2003.
  - PWI Comeback do Ano (2000)
  - Entrou para o Hall da fama da WWE, no dia 9 de fevereiro de 2015